# Assemblea dell'Unione delle Comore
L'Assemblea dell'Unione delle Comore (in francese Assemblée de l'Union des Comores, in arabo جمعية اتحاد جزر القمر‎? e in comoriano Ɓaraza wa Udzima wa Komori) è il parlamento monocamerale della Repubblica delle Comore.

## Composizione
L'Assemblea delle Comore è composto da 33 deputati, aventi mandato quinquennale. Essi rappresentano il popolo e compongono il potere legislativo del paese, esercitato appunto dall'Assemblea.